# U.S. Fiumana
Unione Sportiva Fiumana ili U.S. Fiumana je bivše ime sadašnjeg nogometnog kluba u Rijeci. S tim imenom se klub natjecao kao glavni predstavnik grada tijekom talijanske uprave. Fiumana je 1946. promijenila ime u SD Kvarner i kasnije u NK Rijeka.

## Povijest
Klub je nastao 2. rujna 1926., iako je pravnim aktom službeno registriran već 8. srpnja 1924., fuzijom "Glorije" u "Olympiju" pod pritiskom nove talijanske fašističke vlasti, koja je 1924. godine pripojila grad i njegov teritoriji. Predsjednikom je imenovan Pietro Paquali.
U sezoni 1928./29. Fiumana je došla do tadašnje talijanske prve lige, pa su na stadionu na Kantridi gostovale najbolji talijanski klubovi (Ambrosiana, Bologna, Genoa CFC, ACF Fiorentina, Pro Vercelli, itd.). Nakon jedne sezone Fiumana je ispala iz prve lige, a godinu dana poslije i iz druge lige, u koju se uspjela vratiti tek u sezoni 1941./42.
Prva utakmica Fiumane bila je prijateljska protiv Bologne u kojem je završilo 3:2 u korist Fiumane. Igrali su Marietti, Romeo Milinovich, Pilepich, Narciso Milinovich, Ossoinak, Varglien I, Negrich, Serdoz, Tarlao, Mihalich, Spadavecchia.
Klub je odmah ostvario pravo nastupa u Prvoj ligi (Prima divisione, drugi nivo natjecanja), te je nakon samo dvije sezone postigao svoj najveći uspjeh. Naime, u sezoni 1927./28., Fiumana je zauzela treće mjesto te se plasirala u novoosnovanoj Divisione Nazionale, preteća današnjoj Serie A, koja se igrala u dvije skupine. Osim toga, u sezoni 1927./28. Fiumana je osvojila i Coppa Federale, prvi državni kup koju su igrali većinom klubovi iz drugog nivoa natjecanja.
Druge sezone 1928./29., na Kantridi, ondašnjoj Borgomarini, gostovali su između ostalih i Juventus, Ambrosiana (danas Inter), Bologna, Fiorentina, Genoa, Lazio, Napoli. Na kraju, Fiumana je završila na 14. mjestu sa 16 bodova, rezultat četiri pobjeda i osam neriješenih utakmica. Sljedeće sezone Fiumana je igrala u novoosnovanoj Serie B, no završila je posljednja i pala u treću ligu (Prima Divisione). Tu je igrala redovito do sezone 1940/41 kada je ponovo ostvarila plasman u Drugu ligu (Serie B), pobjedom u skupini A.
U posljednjoj sezoni odigranoj u talijanskim ligama 1942./43., Fiumana je Uslijedila je bila na trećem mjestu Serie C. Nakon toga, vihori rata su bili prejaki i sva prvenstva su prekinuta do 1946./1947. godine. Fiumana je odigrala u ratnim godinama prijateljske utakmice, a 11.6.1944. je pod njemačkom upravom u gradu osvojila i Coppa Deutscher Berater.
Godine 1945. grad prelazi pod vojnu upravu komunističke Jugoslavije. Kao i mnogim drugim klubovima u novonastaloj državi, nove vlasti ne dozvoljavaju Fiumani da nastupi u prventsvu pod brendom koji je smatran fašističke naravi i pod kojim je klub igrao u fašističkome prvenstvu. Tako 1946. godine na inciijativu bivših članova uprave Fiumane sad sportski djelatnici u gradu, klub mjenja ime u Sportsko Društvo Kvarner, i omogućeno mu je sudjelovanje u Jugoslavenskom prvenstvu kao gost iz Julijske krajine pod vojnom upravom, sve dok grad nije postao i sam dio Jugoslavije 1947. Poslije formalnog pripojenja Jugoslaviji i raskola između Tita i Staljina, te reorganizacijom sportskih organizacija u državi, 1948. klub mjenja ime i ustroj u NK Kvarner i opet kasnije 1954. u NK Rijeka.

## Rivaliteti
Formiranjem novog kluba ubrzo se razvijaju rivaliteti s Tršćanskim klubovima, koji će kulminirati u veliki rivalitet između Fiumane i Triestine, i također Riječko/Istarski rivalitet s Grionom.

## Vanjske poveznice
- U.S. Fiumana na Transfermarktu